# Henry Banks
Henry Banks (14 juni 1913 - Indianapolis, Indiana, 18 december 1994) was een Amerikaans Formule 1-coureur. Hij reed drie races in deze klasse; de Indianapolis 500 tussen 1950 en 1952.